# Рей Колинс
Рей Бидуел Колинс (на английски: Ray Bidwell Collins) е американски актьор в театъра, радиото, киното и телевизията. С над 900 сценични роли той се превръща в един от най-успешните актьори в развиващата се област на радиодрамата.

## Биография
Роден е на 10 декември 1889 г. в Сакраменто, Калифорния.
Приятел и съратник на Орсън Уелс в продължение на много години, Колинс отива в Холивуд и прави дебюта си в игралния филм „Гражданинът Кейн“ (1941 г.), като безмилостния политически съперник на Кейн. Колинс се появява в повече от 75 филма и има една от най-добре запомнящите се роли в телевизията, тази на детектив от отдела за убийства в Лос Анджелис, лейтенант Артър Траг в сериала „Пери Мейсън“ (1957 – 1965 г.).
Женен е два пъти, има един син и умира от емфизема.

## Частична филмография
- „Гражданинът Кейн“ (1941)

- „Великолепните Амбърсън“ (1942)
- „Най-добрите години от нашия живот“ (1946)
- „Двойствен живот“ (1947)
- „Наследницата“ (1949)
- „Изворът“ (1949)
- „Долината на отмъщението“ (1951)